# 黍鹀

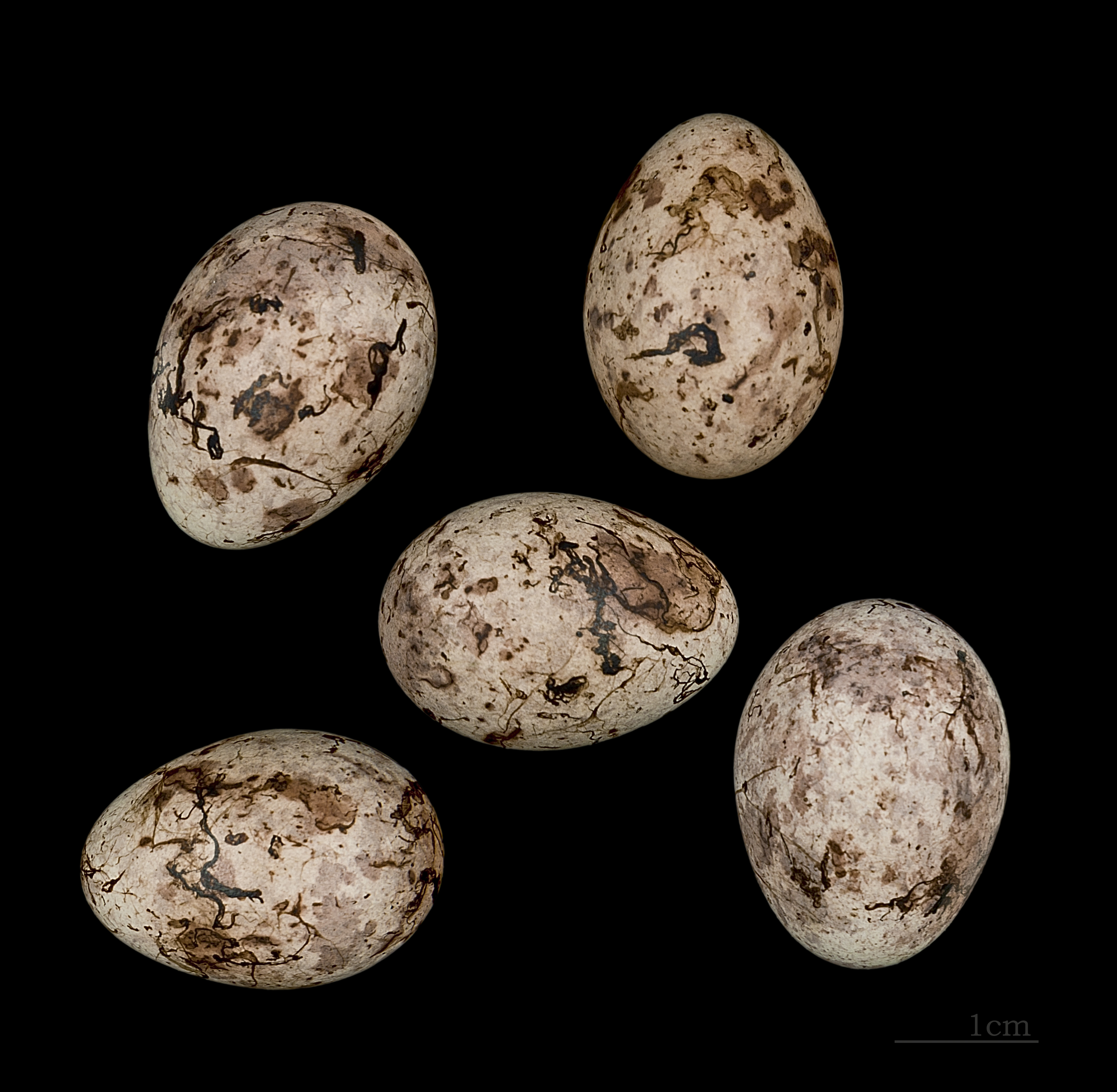
Emberiza calandra

黍鹀（学名：Emberiza calandra）为雀科鹀属的鸟类。分布于欧洲、北非、西非、印度以及中国大陆的新疆等地，常见于草地、高山草原地或有稀疏灌木的旷地、以及麦田、谷地和河岸附近的耕地、喜栖于高的树枝或电线上以及或落于墙或篱笆上。该物种的模式产地在瑞典。

## 亚种
- 黍鹀指名亚种（学名：Emberiza calandra calandra）。分布于欧洲、北非、西非、印度以及中国大陆的新疆等地。该物种的模式产地在瑞典。[2]